# Прапор Синяви (Рокитнянський район)
Прапор Синяви — геральдичний символ села Синява Рокитнянського району Київської області (Україна). Прапор затверджений одинадцятою сесією Синявської сільської ради VI скликання Рішенням № 208 «Про затвердження символіки територіальної громади села Синяви» від 22 березня 2012 року. Автори зображення й опису символіки, художники-оформлювачі: Поліщук Сергій Анатолійович, Крижанівський Олексій Олександрович.

## Опис
Прапор має форму прямокутного полотнища, яке складається з трьох вертикально розміщених смуг: зеленої, жовтої і синьої у співвідношенні 1:1:2. Співвідношення ширини прапора до його довжини – 2:3. 
Зелена смуга, що займає чверть площі полотнища, означає багаті природні ресурси села (лісові дерева і лугові трави). Зелений колір символізує надію, радість, здоров’я.
Жовта смуга, що займає чверть площі полотнища, означає лани з достиглим колоссям і золоте сонце. Жовтий колір символізує вірність, справедливість, великодушність, повагу, милосердя і віру.
Як луки, ліси та поля обвиті річкою Рось, так зелена і жовта смуги пронизані білою горизонтальною хвилястою балкою, яка розділяє полотнище по ширині в співвідношенні 2:3. Довжина балки становить 1/2 довжини прапора, ширина – 1/12 його ширини. Білий колір символізує чистоту, благородство, відвертість, мудрість і мир.
Синя смуга, що займає половину площі полотнища, розкриває суть назви села. За однією із версій походження назви села – вона виникла від слова «синява», адже над селом часто стояли «сині» тумани. Саме тому синя смуга символізує туман, який часто й сьогодні можна спостерігати над Синявою, а також мирне й безхмарне небо. Крім цього, синій колір означає доброту, ніжність, красу, чесність та духовну велич.
На синій смузі зображено оберненого вправо білого антського князя з мечем. Адже село Синява відоме тим, що тут, на Божій горі, приблизно в  375 р. у сутичці з східно-германськими племенами готів загинув вождь племінного союзу антів Бож. Висота анта становить 1/2 висоти прапора. Вождь символізує звитягу східнослов’янських племен, які проживали в IV-VII століттях на території сучасного села, і відіграли важливу роль в історії краю. Меч символізує готовність до захисту і оборони від ворогів рідних земель.